# Chamarel

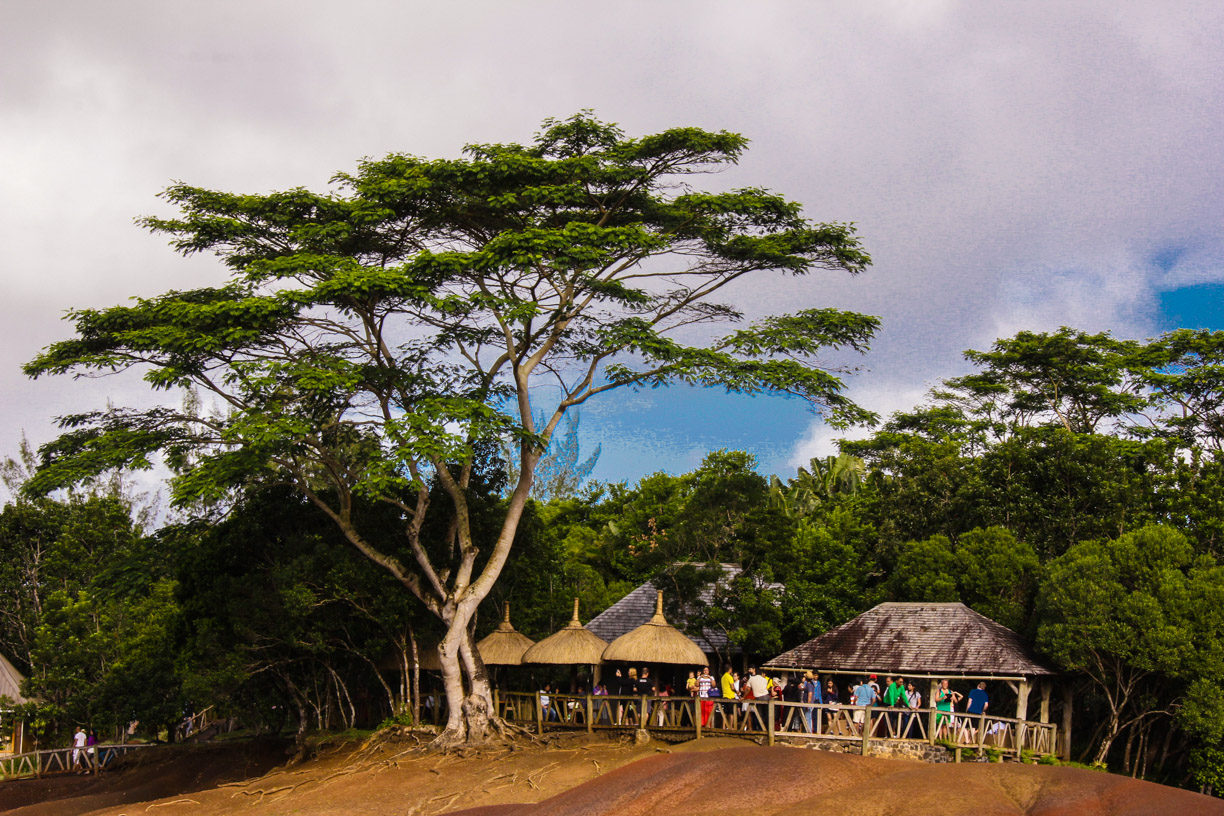
Chamarel

Chamarel är en by som ligger i distriktet Black River i Mauritius. Den östra delen av byn ligger också i distriktet Savanne. Byn administreras av Chamarels byråd under ledning av Rivière Noires distriktsråd.
Byn är främst känd för dess natursköna områden och naturattraktioner i dess närhet. Bland dessa finns De sjufärgade jordarna, Charamelfallen och Black River Gorges nationalpark. Det omgivande området är även känt för det lokalt odlade kaffet. Chamarels kyrka Saint Anna byggdes år 1876 och är föremål för en pilgrimsfärd till minne av Jungfru Marie himmelsfärd den (15 augusti), då byn är värd för en mässa som hör till pilgrimsfärden.

## Geografi
Chamarel är en by som ligger vid de västra bergen på Mauritius västkust på en höjd av ca 260 meter mellan Savanne och Black rivers distrikt där kaskader formas på River du Capano och flödar genom en "amfiteater av abrupta bergarter". Det är en trädbevuxen platå. Byn är känd för dess "dämpade bukoliska stämning och svala briser". Byn är 6 kilometer från kusten. Fauna som finns runt staden är bland annat sköldpadda.
Folkmängden i byn är bland de lägsta i Mauritius, enligt folkräkningen som gjordes 2011 av Statistics Mauritius. Då låg folkmängden på 783. Kreoler utgör en stor del av arbetskraften i denna by i distriktet Black River. Kreolska Morisyen i byn har infört konceptet att bevara naturen eftersom den har givit dem uppehälle medan andra kreoler är positiva till etnisk turism. Kreolsk kokkonst, musikgruppen Rasafarin och Natirgruppen är kulturella traditioner i byn som är populära.

## Historia
Byn Chamarel är namngiven efter fransmannen Charles Antoine de Chazal de Chamarel, som levde i området runt år 1800. Hela området tillhörde honom förr i tiden. Chamarel var värd för Mathew Flinders som var fångad i Mauritius under Napoleonkrigen. De lokala invånarna kallade området för "Valley of Blacks".